# おー!まい!ごっと!神様からの贈り物
『おー！まい！ごっど！神様からの贈り物』は、2014年1月11日公開の日本映画。

## 概要
俳優の崎本大海、グラビアアイドルの紗綾、お笑い芸人のつぶやきシローという異色な顔合わせで描くミュージカルコメディ映画。
「SMAP」の「らいおんハート」や「SHAKE」を作曲したコモリタミノルが、ミュージカル音楽を担当し、本作のためにオリジナル楽曲を書き下ろした。
ゆうばり国際ファンタスティック映画祭、光州国際映画祭正式招待作品。

## キャスト
- 藤本 -  崎本大海
- 二階堂セリナ - 紗綾
- ウメちゃん - つぶやきシロー

## スタッフ
- 監督 - 六車俊治
- 製作 - 影山塾株式会社
- 製作総指揮 - 影山龍司
- プロデューサー - 林哲司
- 音楽 - コモリタミノル　谷地村啓
- 制作配給 - ティー・オーエンターテインメント
- 脚本 -  六車俊治・牧野圭祐
- 撮影 - 押尾英木
- 照明 - 淡路俊之
- 編集 -  六車俊治・柴山将成
- 助監督 - 金沢勇大